# Suture occipito-mastoïdienne
La suture occipito-mastoïdienne (ou suture occipito-temporale ou suture temporo-occipitale) est la suture crânienne entre le bord mastoïdien de l'os occipital et le bord occipital de la partie pétreuse de l'os temporal.
Elle est en continuité avec la suture lambdoïde et avec la suture pariéto-mastoïdienne au niveau due l'astérion.

## Galerie

La suture occipito-mastoïdienne en rouge.
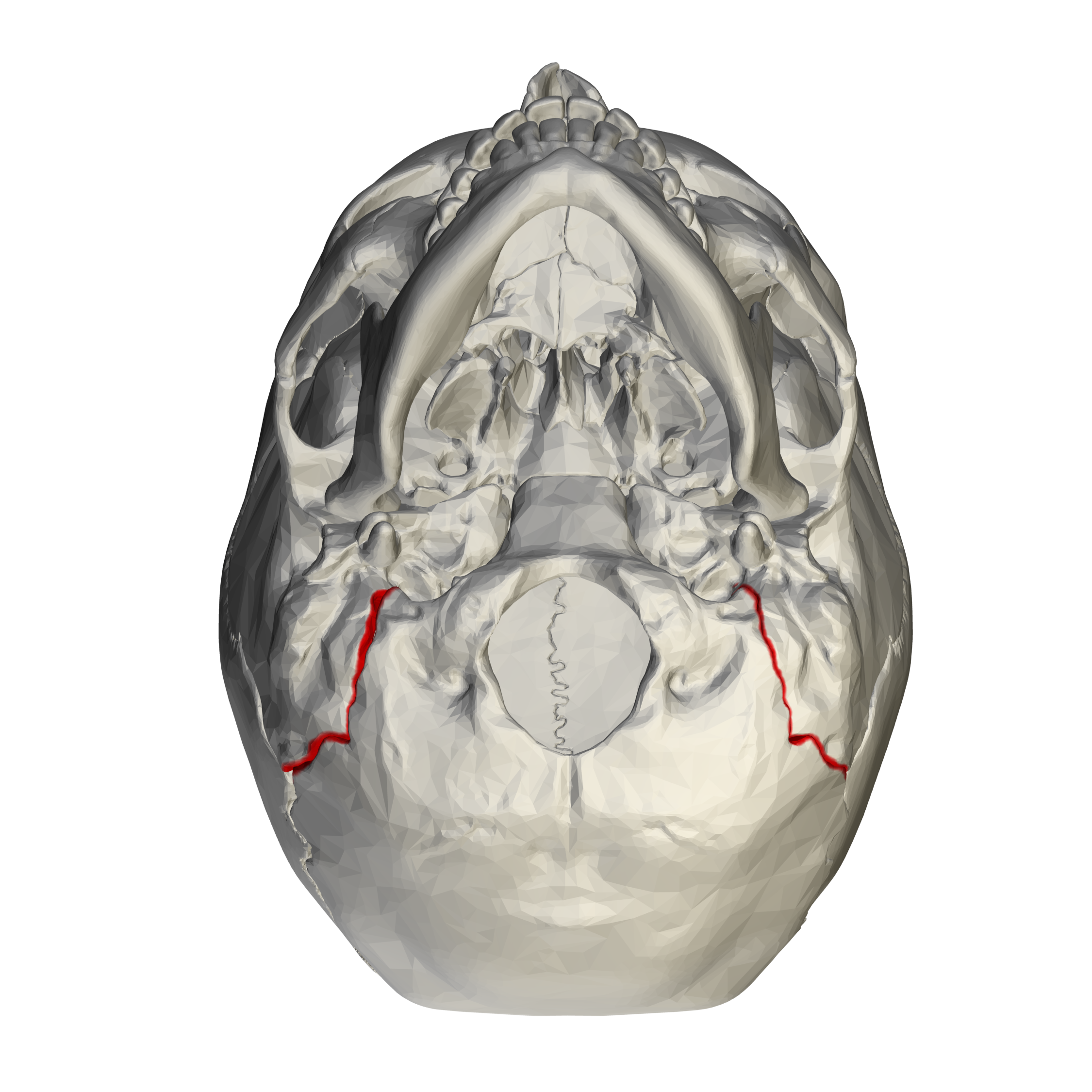
La suture occipito-mastoïdienne en rouge.
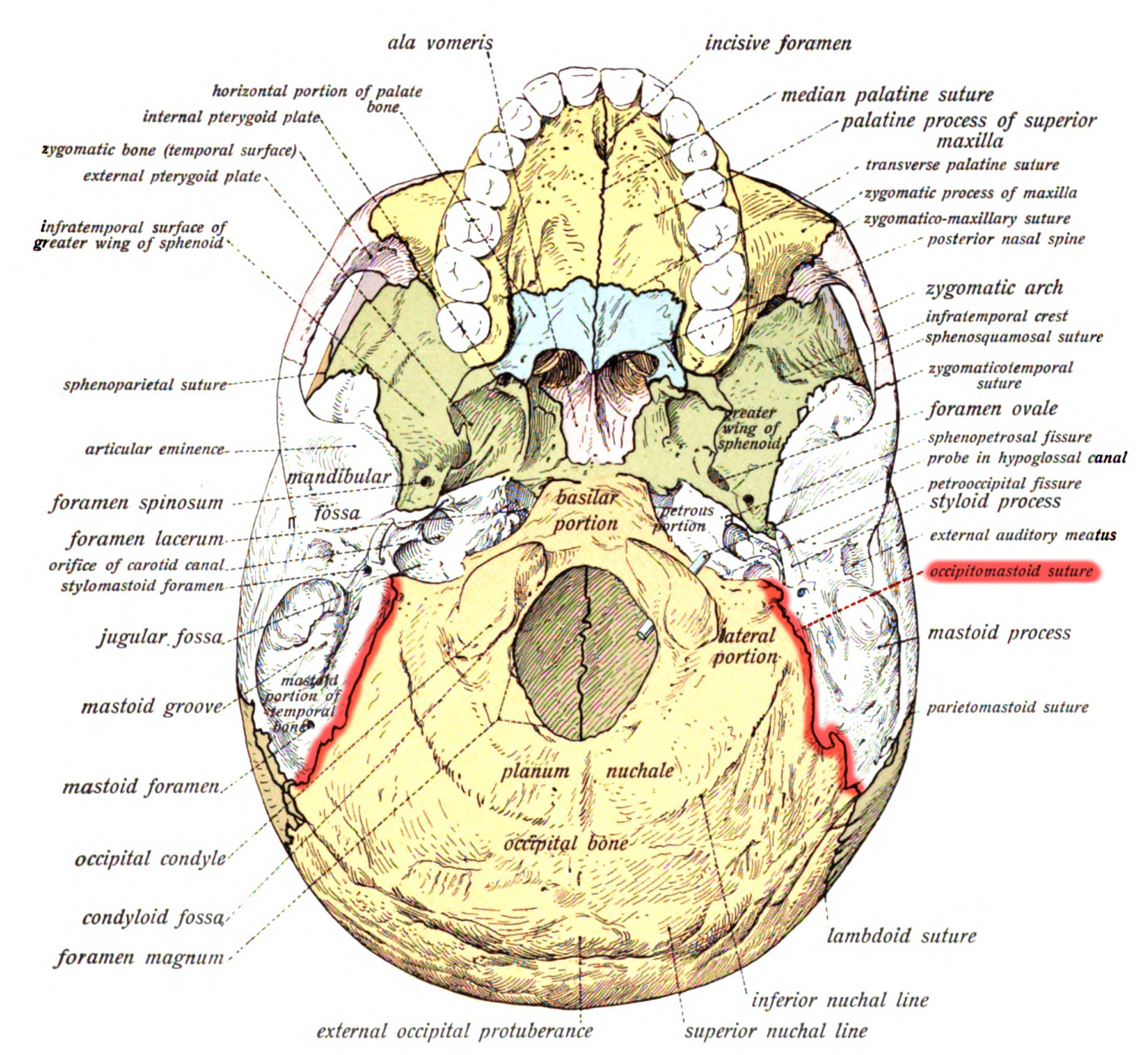
La suture occipito-mastoïdienne en rouge.